# Heiligenhaus
Heiligenhaus est une commune de Rhénanie-du-Nord-Westphalie (Allemagne), située dans l'arrondissement de Mettmann dans le district de Düsseldorf, au sud d'Essen.

## Géographie

### Localisation
Heiligenhaus se situe à environ 23 km de Düsseldorf, 21 km d'Essen et 73 km de Cologne.
Heiligenhaus est limitrophe avec, dans le sens des aiguilles d'une montre, les villes d'Essen, Velbert, Wülfrath et Ratingen (toutes situées dans l'arrondissement de Mettmann).

## Transports en commun
La ville possède 7 lignes de bus, passant toutes par le centre ville devant l'hôtel de ville (Rathaus).

## Histoire
Le noyau géographique de la ville, ainsi que son nom, viendrait d'une chapelle construite vers le milieu du XVe siècle à l'endroit de l'actuelle 'Kirchplatz' (place de l'Église), et détruite en 1823. Néanmoins, les premières traces de construction dans la région de Heiligenhaus datent de 796 avec le cloître de Werden.
À partir de 1808, le village de Heiligenhaus est rattaché à la mairie de Velbert, sous le pouvoir de Napoléon. Ce n'est qu'en 1881 que le maire de Velbert décidera de rendre à Heiligenhaus son autonomie administrative, effective à partir du 1er avril 1897 avec comme premier maire Paul Freund.

## Politique et administration

### Conseil municipal
| Partis            | 2009 | 2004 | 1999 |
| ----------------- | ---- | ---- | ---- |
| CDU               | 16   | 17   | 21   |
| SPD               | 9    | 10   | 12   |
| FDP               | 6    | 5    | 5    |
| Liste alternative | 5    | -    | -    |

### Liste des maires
| Période                                  | Période  | Identité     | Étiquette | Qualité |
| ---------------------------------------- | -------- | ------------ | --------- | ------- |
| 1897                                     | 1921     | Paul Freund  |           |         |
| 1999                                     | 2004     | Peter Ihle   |           |         |
| 2004                                     | En cours | Jan Heinisch | CDU       |         |
| Les données manquantes sont à compléter. |          |              |           |         |

### Jumelages
- Meaux (France) depuis le 7 juin 1970
- Basildon (Royaume-Uni) depuis 1989
- Mansfield (Nottinghamshire) (Royaume-Uni) depuis 1972
- Zwönitz (Allemagne) depuis 1990

## Population et société

### Démographie
Évolution démographique
| 1816 | 1897  | 1947   | 1953   | 1964   | 1967   | 1975   | 1989   | 1992   | 1998   |
| ---- | ----- | ------ | ------ | ------ | ------ | ------ | ------ | ------ | ------ |
| 552  | 5 368 | 11 947 | 15 034 | 25 028 | 27 541 | 29 886 | 29 438 | 30 085 | 28 941 |

| 1999   | 2000   | 2001   | 2002   | 2003   | 2004   | 2005   | 2006   | 2007   | 2008   |
| ------ | ------ | ------ | ------ | ------ | ------ | ------ | ------ | ------ | ------ |
| 28 595 | 28 442 | 28 402 | 28 373 | 28 025 | 28 203 | 27 750 | 27 717 | 27 312 | 26 833 |

| Nombre d'habitants au 31/03/2009 | Nombre d'habitants au 31/03/2009 | Nombre d'habitants au 31/03/2009 | Nombre d'habitants au 31/03/2009 |
| -------------------------------- | -------------------------------- | -------------------------------- | -------------------------------- |
| hommes                           | femmes                           | total                            |                                  |
| 13 033                           | 13 713                           | 26 746                           |                                  |

### Enseignement
La ville compte 6 école primaires ainsi qu'un Gymnasium (collège-lycée) 'Immanuel Kant', une Realschule et une Gesamtschule.

### Université
Il est possible d'étudier sur le campus Velbert / Heiligenhaus de l'Université de Bochum.

## Culture et patrimoine

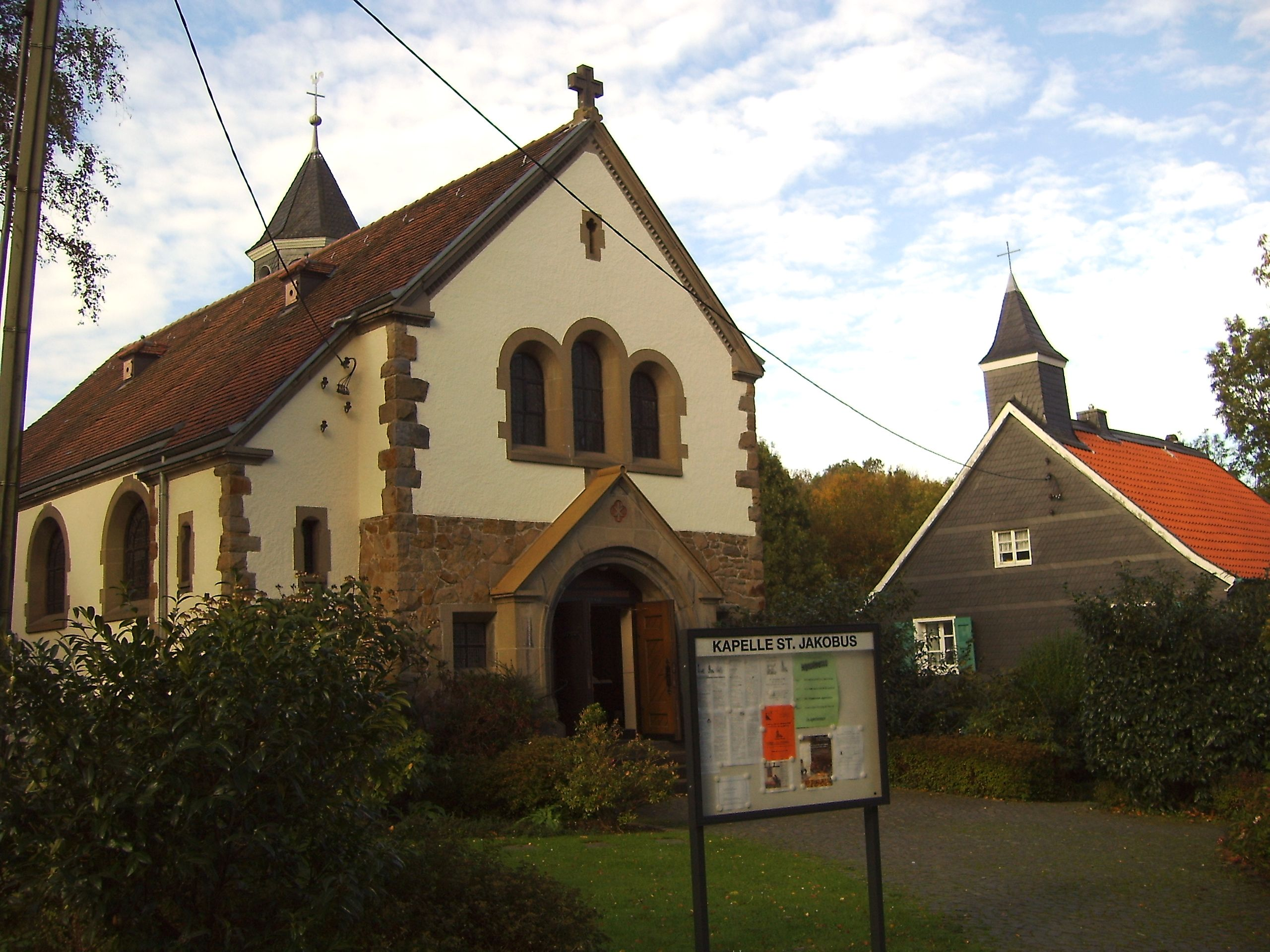
La chapelle St. Jakobus, Abtsküche.

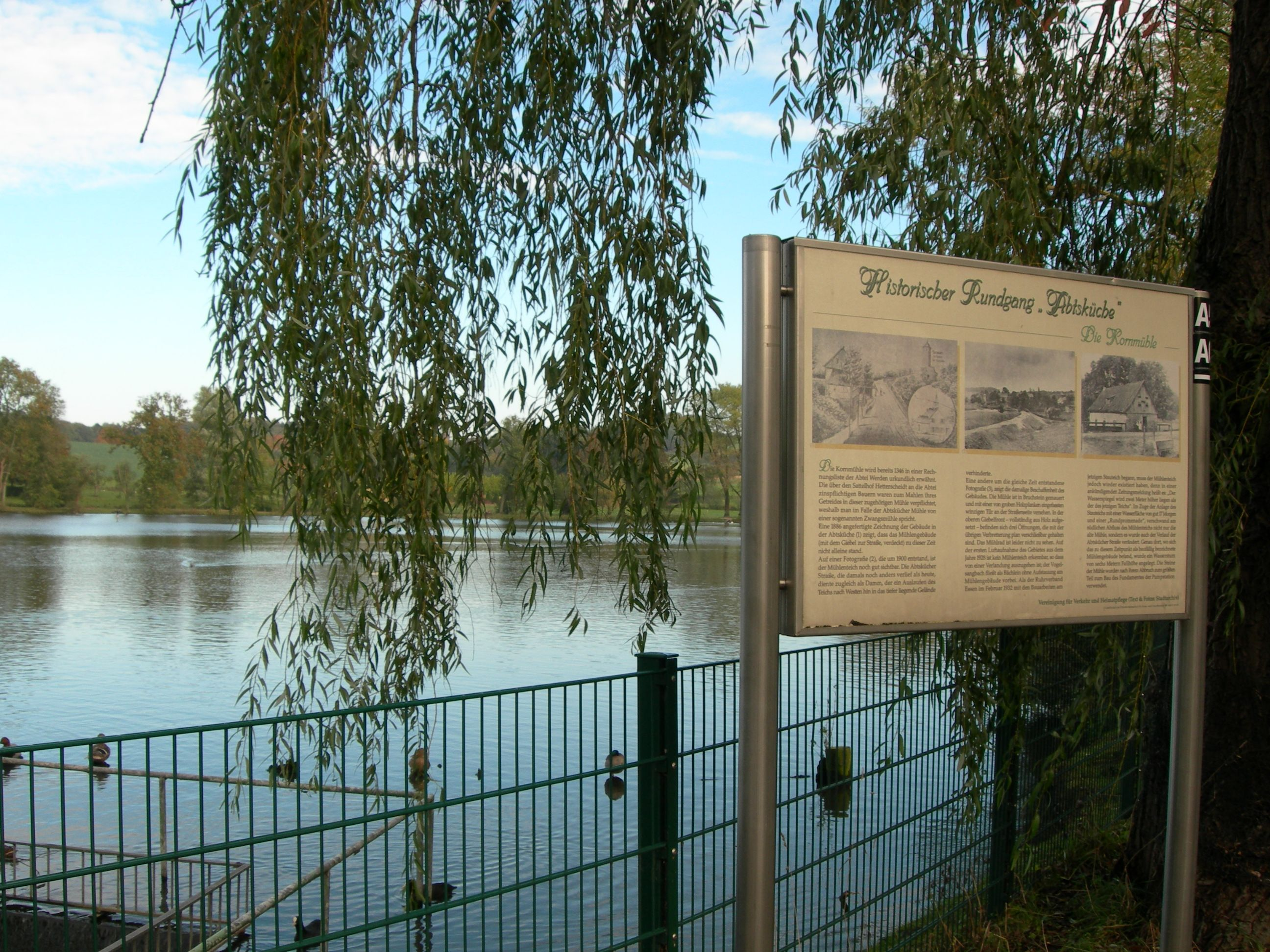
Abtskücher Stauteich.

### Monuments touristiques
Heiligenhaus possède deux musées et développe depuis 2002 le projet EUROGA : 
- le Musée des pompiers volontaires ('Feuerwehrmuseum der Freiwilligen Feuerwehr der Stadt Heiligenhaus') ;
- le Musée Abstküche (avec une collection régionale sur l'histoire de Heiligenhaus).

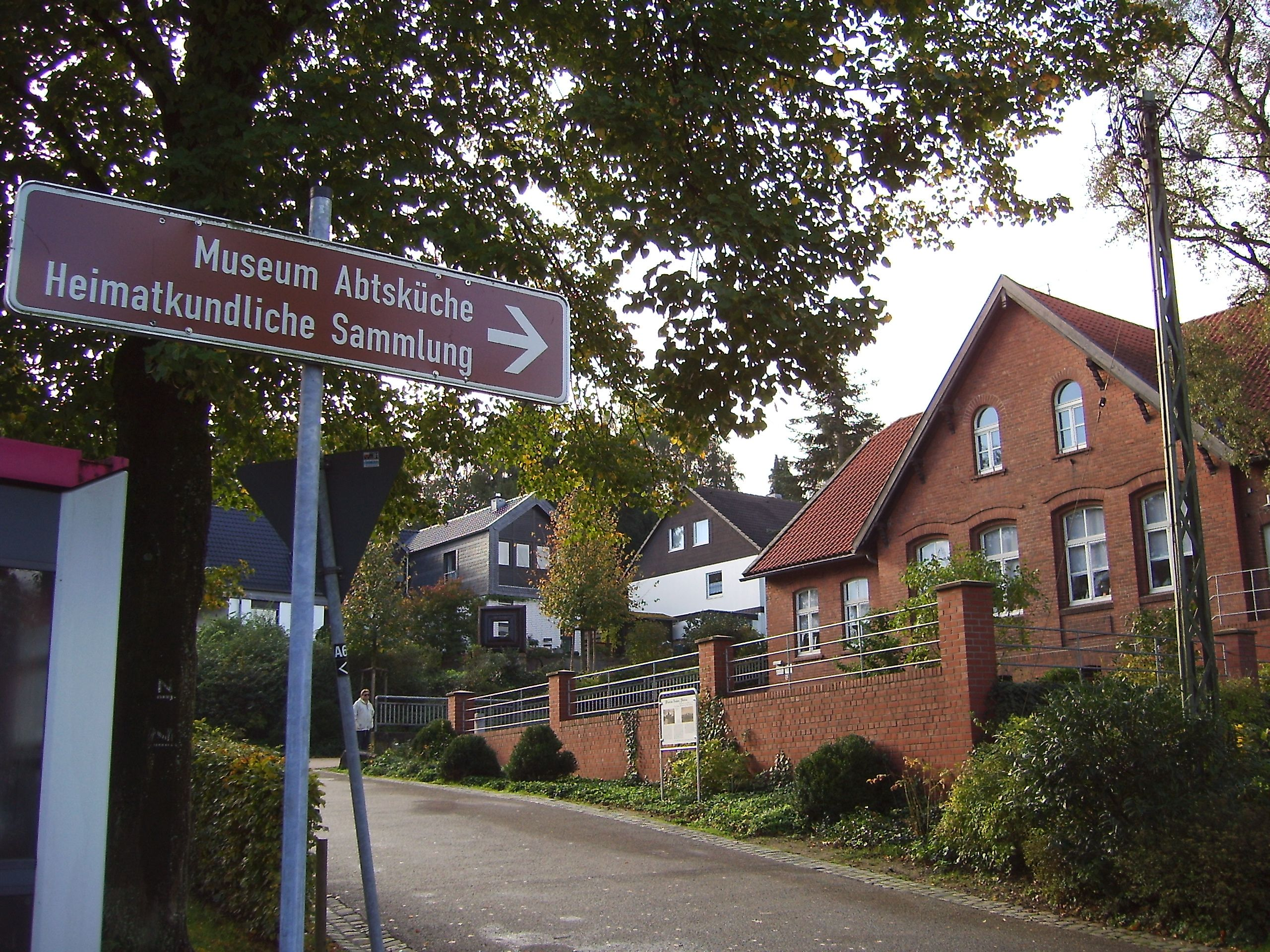
Musée Abtsküche, à gauche à côte de la chapelle.

### Personnalités liées à la commune

#### Nées à Heiligenhaus
- Peter Friedrich Engstfeld (1793–1848), organiste et parolier de cantiques religieux.

#### Ayant un lien avec la commune
- Hélène Elisabeth Princesse d'Isenburg (1900–1974), première présidente de l'association « Stille *Hilfe für Kriegsgefangene und Internierte » (aide pour les prisonniers de guerre et les internés), décédée à Heiligenhaus.
- John Steinbeck, dont le grand-père Johann Adolf Großsteinbeck est né à Heiligenhaus. Après son immigration aux États-Unis, il raccourcit son nom Großsteinbeck en Steinbeck.
- Horst Langer (1939-), pongiste, champion allemand en double, au TTC de Heiligenhaus de 1979 à 2001.
- Bernd Liffers (1958-), organiste.
- Sebastian Boenisch (1987-), footballeur de 1992 à 2000 au SSVg Heiligenhaus.
- Jakob Muth (1927-1993), professeur.